# 内部マケドニア革命組織・マケドニア国家統一民主党
内部マケドニア革命組織・マケドニア国家統一民主党（ないぶマケドニアかくめいそしき・マケドニアこっかとういつみんしゅとう）は、北マケドニア共和国の政党である。略語はVMRO-DPMNE。

## 党名
- マケドニア語ではВнатрешно Македонска Револуционерна Организација - Демократска Партија за Македонско Национално Единствоで、略称ВМРО-ДПМНЕである。
- 英語ではInternal Macedonian Revolutionary Organization-Democratic Party for Macedonian National Unityで、略称VMRO-DPMNEである。
- 日本語では国家統一民主党と略記されることが多い。

## 政策
キリスト教民主主義を掲げる中道右派政党。マケドニアの欧州連合加盟を支持している。

## 党史
内部マケドニア革命組織とは元々、1893年にマケドニア人の解放戦線として結成された組織であり、1930年代を中心に、ユーゴスラビア政府により抑圧された過去を持つ。現在の内部マケドニア革命組織・マケドニア国家統一民主党は、この内部マケドニア革命組織を引き継いだものであると公言しているが、実際には接点は無い。
ユーゴスラビアの共産主義化が進むと、マケドニアはユーゴ連邦構成国の1つとして、ユーゴスラビア共産主義者同盟の支部の1つであるマケドニア共産主義者同盟の統治下に入った。だがユーゴの最貧地域としてセルビア人、クロアチア人、スロベニア人などから「格下」として扱われたことが、徐々にではあるがマケドニア人の不満を募らせていった。1980年5月にユーゴスラビア大統領のヨシップ・ブロズ・ティトーが死去すると、他の構成国と同様、マケドニアでもユーゴ崩壊への準備と民主化への道程が見え始める。海外に亡命していたマケドニア人指導者が次々と帰国し、若き知識人たちはマケドニア人のナショナリズムを煽った。こうした状況下で、かつてマケドニア人の解放運動を率いた内部マケドニア革命組織という名称を冠した政党が誕生するのは、無理からぬ事だったと言える。そして1990年6月17日、スコピエにおいて、内部マケドニア革命組織・マケドニア国家統一民主党が公式に誕生したのである。
初の複数政党制に基づく1990年の第1回総選挙によって、議会の最大勢力となったものの、多数派を構成できなかったことや、アルバニア人政党との連立を組まなかったことで、政権与党とはなれなかった。また、1994年に実施された第2回総選挙の第1次投票で不正があったとする内部マケドニア革命組織・マケドニア国家統一民主党は、第2次投票をボイコットした。
民族主義的な色彩を帯びたままでは国際的な支持を得られないと判断した党指導部は、1995年に行なわれたキチェボ地区選挙で初めてキリスト教民主主義を党是に導入。1998年の第3回総選挙ではアルバニア人政党の中で最大のアルバニア人民主党と連立を組み、内外の多くの人々を驚かせた。この選挙によりリュブチョ・ゲオルギエフスキが首相に就任。そして1999年には大統領選でボリス・トライコフスキが当選し、国家元首・行政府を内部マケドニア革命組織・マケドニア国家統一民主党が押さえる状況が完成した。特に穏健改革派のトライコフスキの就任により、党の更なる穏健化への期待が高まった。
だがマケドニア自由党と同盟を組んで闘った2002年の第4回総選挙では、120議席中28議席しか獲得できず、行政府は中道左派のマケドニア社会民主同盟が率いることとなった。また2004年2月、トライコフスキ大統領の搭乗する政府専用機が墜落し、同大統領が死亡。これを受けた大統領選ではマケドニア社会民主同盟のブランコ・ツルヴェンコフスキが当選。形成は一気に逆転した。
2006年の第5回総選挙では再度、少数民族政党と同盟を組み、その結果、120議席中45議席を獲得。内部マケドニア革命組織・マケドニア国家統一民主党のニコラ・グルエフスキが首相に就任し、再び行政府を率いることとなった。
2007年5月15日、欧州議会における保守政党欧州人民党へのオブザーバー参加が認められた。